# فلیپ استاژینسکی
فلیپ استاژینسکی (لهستانی: Filip Starzyński؛ زادهٔ ۲۷ مهٔ ۱۹۹۱) بازیکن فوتبال اهل لهستان است.
از باشگاه‌هایی که در آن بازی کرده‌است می‌توان به روخ خوژوف اشاره کرد.
وی همچنین در تیم ملی فوتبال لهستان بازی کرده‌است.